# トヨタ・A型エンジン (2代目)
トヨタ・A型エンジン（トヨタ・Aがたエンジン）は、トヨタ自動車の水冷直列4気筒ガソリンエンジンの系列である。T型の後継機種として、主にカローラ/スプリンター系といったBセグメント車、カリーナ/コロナ系と言ったCセグメント車（いずれも1980年代 - 1990年代当時）に搭載されていた。

## 概要
- 歴代のトヨタ製のSOHC機構を用いたガソリンエンジンとしては初となるゴム製タイミングベルト（コグベルト）を採用[1]
- 燃焼室はSOHCヘッド仕様は楔型燃焼室、DOHCヘッド仕様はペントルーフ型燃焼室を採用

## 製造期間
- 1978年7月 - 2002年6月（国内向けでの場合。海外向けは2012年11月まで生産していた。[2]）

## 系譜
- エンジン型式一覧の自動車用エンジンの系譜を参照。

## 型式

### 1A系

#### 1A-U
- 種類：SOHC 8バルブ シングルキャブレター 酸化触媒 TGP（乱流生成ポット）燃焼方式
- 排気量：1.452L
- 内径×行程：77.5×77.0(mm)
- 圧縮比：9.0
- 参考出力：59kW(80ps)/5,600rpm
- 参考トルク：113N・m(11.5kg・m)/3,600rpm
- 搭載車種（車両型式）
  - （初）初代ターセル/コルサ（AL10）（トヨタ初のFF車、ただしエンジンは縦置き）

### 2A系

#### 2A-U

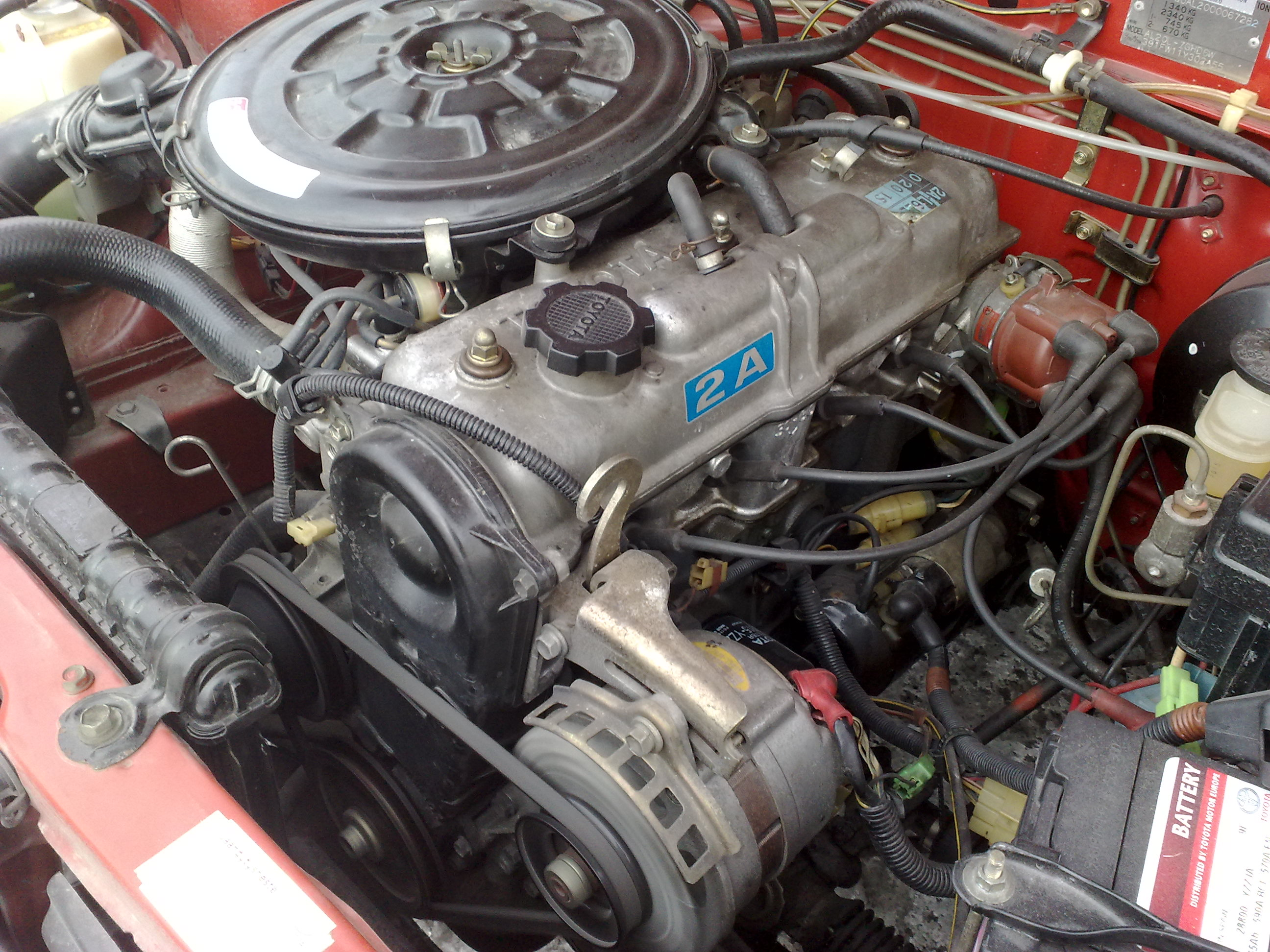
2代目ターセルに搭載の2A型エンジン

- 種類：SOHC 8バルブ シングルキャブレター 触媒
- 排気量：1.295L
- 内径×行程：76.0×71.4(mm)
- 圧縮比:9.3
- 参考出力:75ps/6,000rpm
- 参考トルク:10.9㎏-m/3,600rpm
- 搭載車種（車両型式）
  - （初）初代ターセル/コルサ（AL11）
  - 2代目ターセル/コルサ/初代カローラII（AL20）

#### 2A-LU
- 種類：SOHC 8バルブ シングルキャブレター エンジン横置き 触媒
- 排気量：1.295L
- 内径×行程：76.0×71.4(mm)
- 搭載車種（車両型式）
  - （初）5代目カローラ/スプリンター（AE80）

### 3A系

#### 3A-U

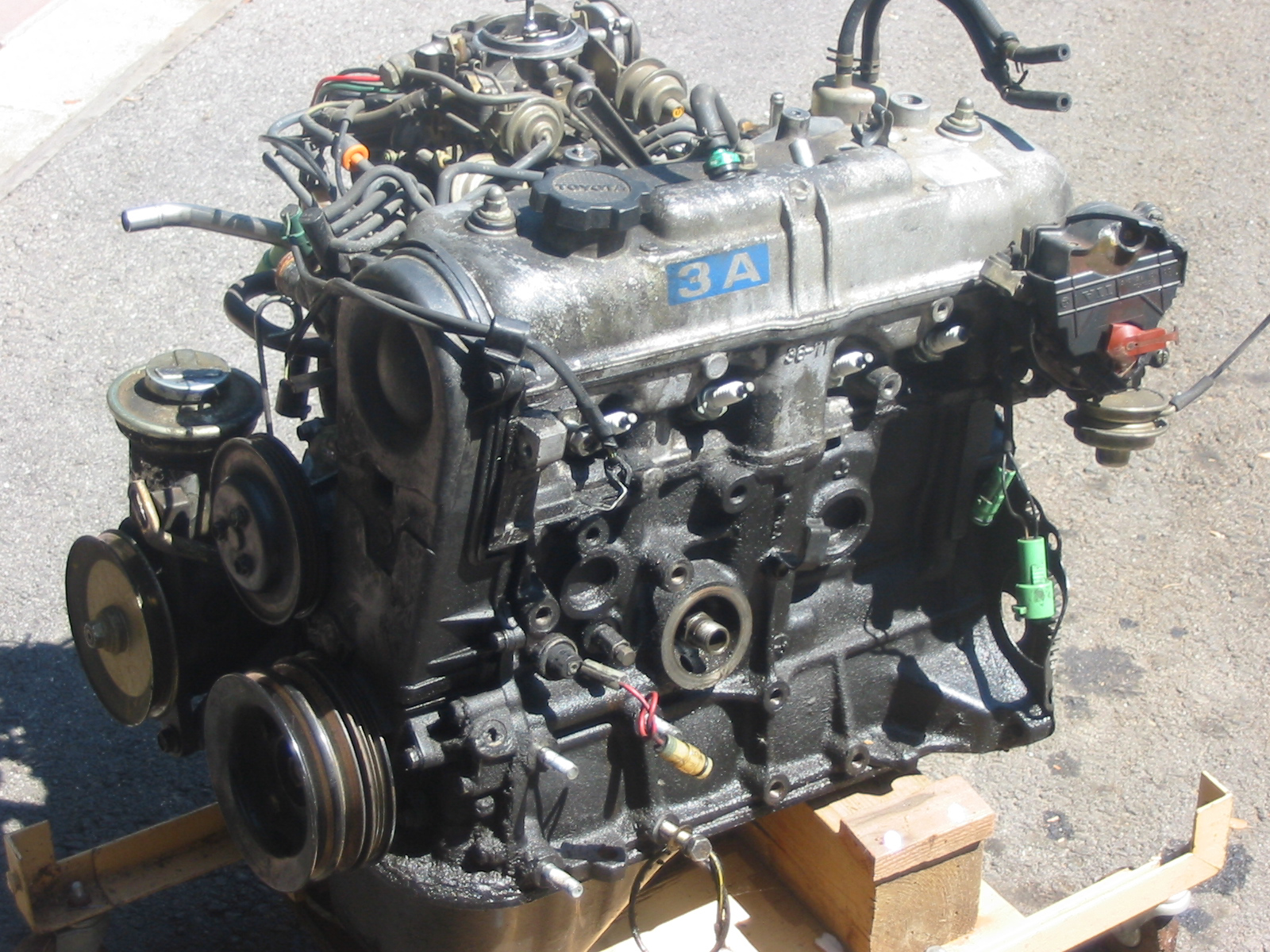
3A-C型エンジン（写真は横置きFF車用）

- 種類：SOHC 8バルブ シングルキャブレター 触媒
- 排気量：1.452L
- 内径×行程：77.5×77.0(mm)
- 圧縮比:9.3
- 参考出力:83ps/5,600rpm
- 参考トルク:12.0㎏-m/3,600rpm
- 搭載車種（車両型式）
  - （初）4代目カローラ/スプリンター（AE70 FR）
  - 初代ターセル/コルサ（AL12）
  - 7代目コロナ（AT140 FR）
  - 2代目ターセル/コルサ（AL21/25）
  - 初代カローラII（AL21）
  - 初代スプリンターカリブ（AL25G）
  - 4代目カローラレビン/スプリンタートレノ（AE85 FR）

#### 3A-HU

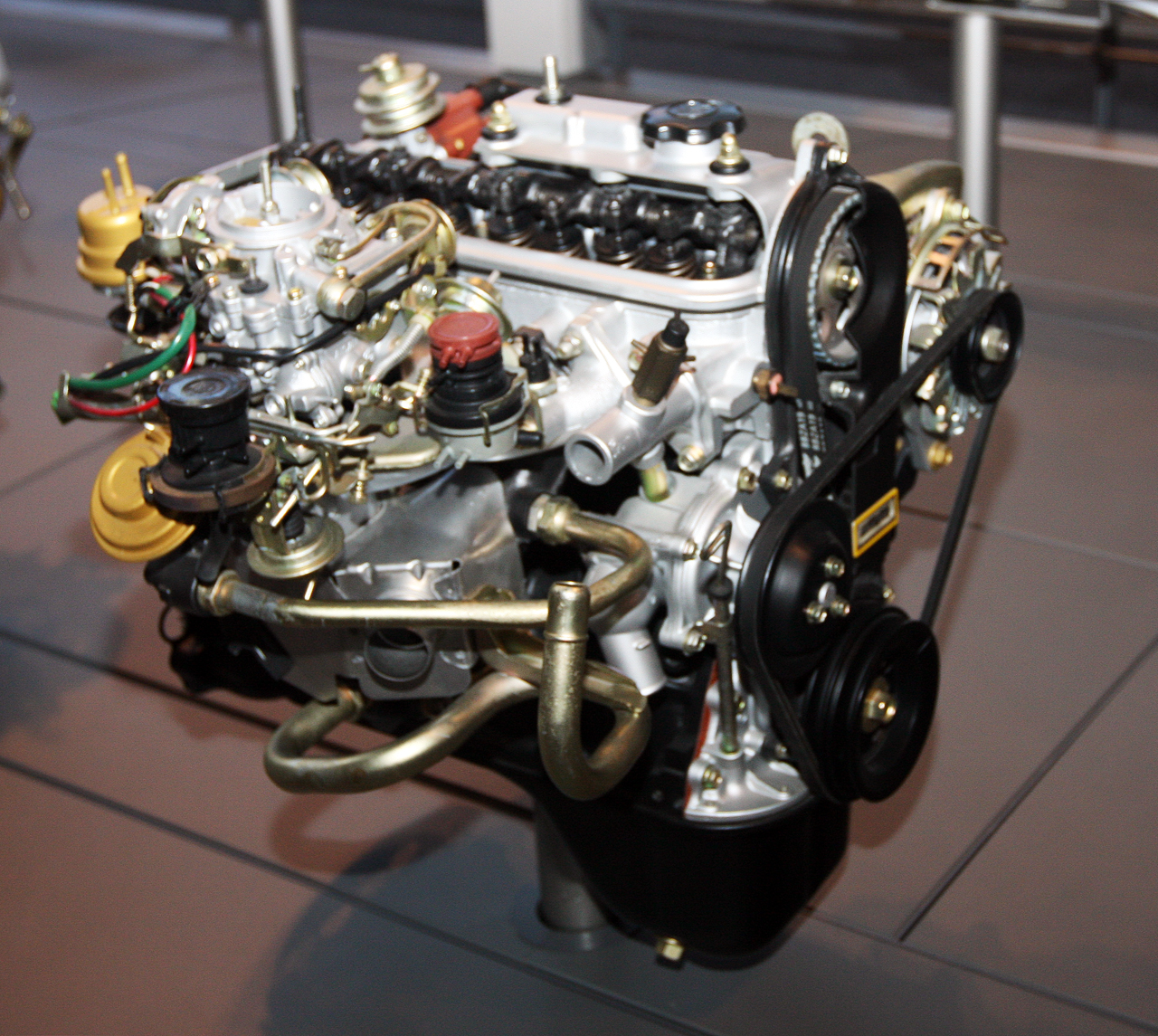
3A-U型エンジン

- 種類：SOHC 8バルブ シングルキャブレター（可変ベンチュリー型） 触媒
- 排気量：1.452L
- 内径×行程：77.5×77.0(mm)
- 圧縮比:9.3
- 参考出力:86ps/6,000rpm
- 参考トルク:12.3㎏-m/4,000rpm
- 搭載車種（車両型式）
  - 2代目ターセル/コルサ/初代カローラII（AL21）

#### 3A-SU
- 種類：SOHC 8バルブ ツインキャブレター 触媒
- 排気量：1.452L
- 内径×行程：77.5×77.0(mm)
- 圧縮比:9.3
- 参考出力:90ps/6,000rpm
- 参考トルク:12.3㎏-m/4,000rpm
- 搭載車種（車両型式）
  - 2代目ターセル/コルサ/初代カローラII（AL21/AL25）※ハッチバックはSRスポーツパッケージのみ、ターセルセダン/コルサセダンは4WDの最上級グレードのみ
  - 初代スプリンターカリブ（AL25G）※AVⅡ＆AVⅡツーリングスペシャルのみ

#### 3A-LU
- 種類：SOHC 8バルブ シングルキャブレター エンジン横置き 触媒
- 排気量：1.452L
- 内径×行程：77.5×77.0(mm)
- 搭載車種（車両型式）
  - （初）5代目カローラ/スプリンター（AE81）
  - （初）初代カローラFX（AE81）
  - 8代目コロナ（AT150、セダン・リフトバック）
  - 初代MR2（AW10）

### 4A系

#### 4A-C

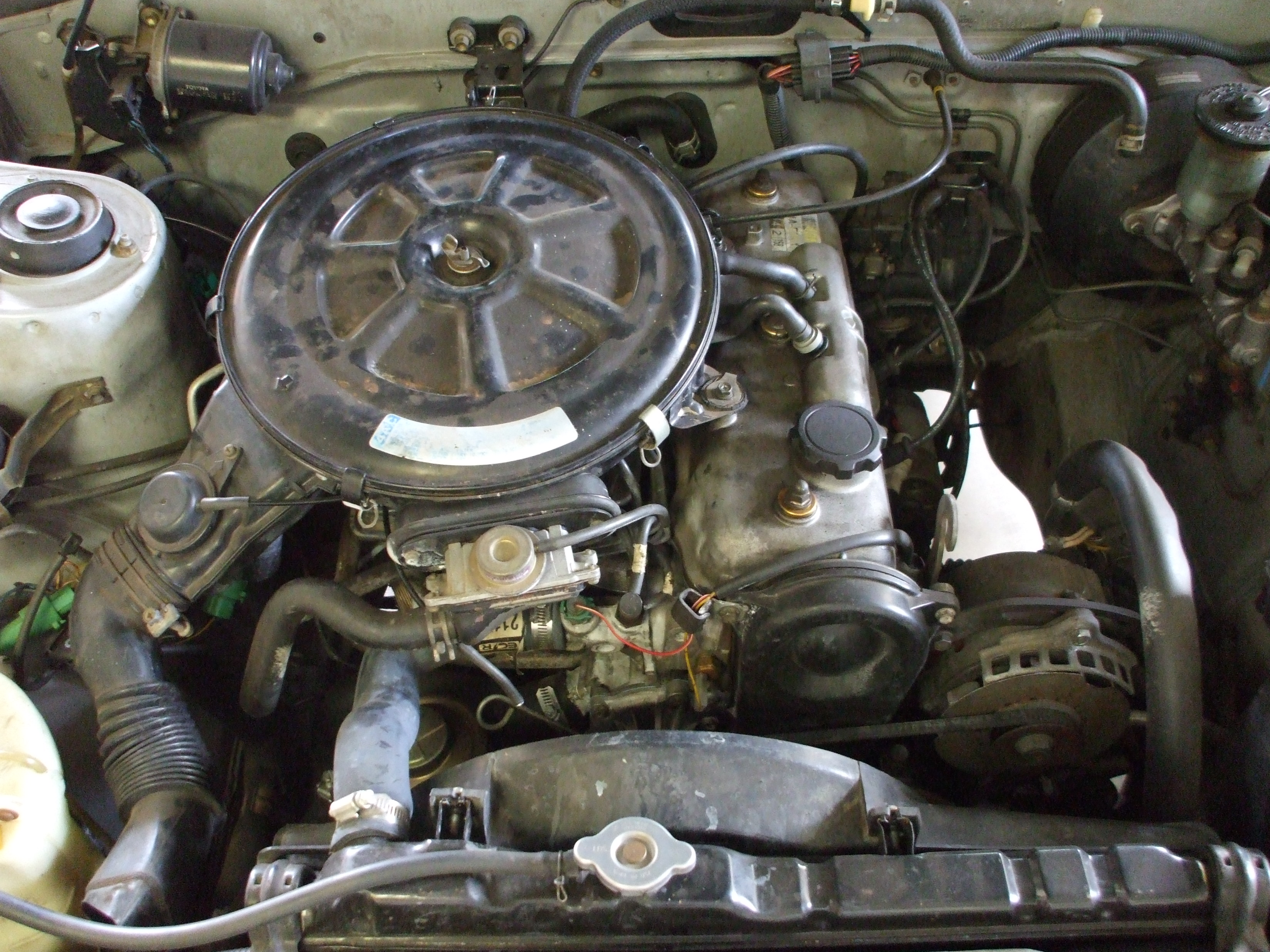
カローラスポーツ SR5（AE85）に搭載された4A-C型エンジン

- 種類：SOHC 8バルブ シングルキャブレター 触媒
- 排気量：1.587L
- 内径×行程：81.0×77.0(mm)
- 圧縮比:9.0
- 参考出力:74ps/4,800rpm
- 搭載車種（車両型式）
  - （初）4代目カローラシリーズ（AE71L FR）- ※北米仕様のみ
  - 5代目カローラ3ドアクーペ/2ドアクーペ（AE86L FR） - ※北米仕様のみ

#### 4A-LC
- 種類：SOHC 8バルブ シングルキャブレター エンジン横置き 触媒
- 排気量：1.587L
- 内径×行程：81.0×77.0(mm)
- 圧縮比:9.3
- 参考出力:78ps/5,600rpm
- 搭載車種（車両型式）
  - （初）5代目カローラ（AE82 FF）- ※日本仕様除く

#### 4A-L

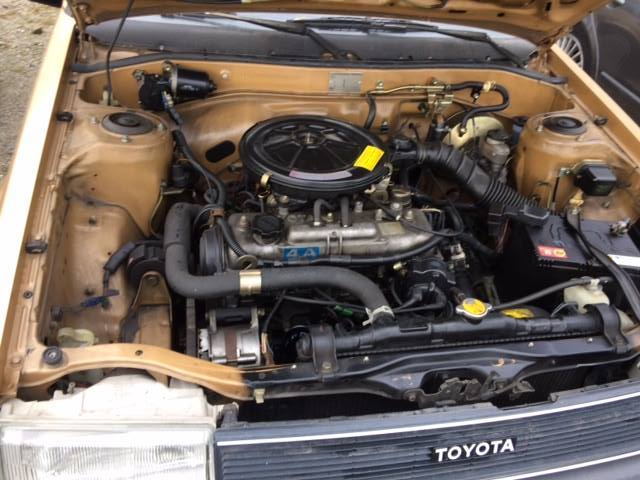
4A-L型エンジン

- 種類：SOHC 8バルブ EFI エンジン横置き 触媒
- 排気量：1.587L
- 内径×行程：81.0×77.0(mm)
- 参考出力:84ps/5,600rpm
- 搭載車種（車両型式）
  - （初）初代カリーナII（AT151 FF）- ※欧州専売
  - 4代目セリカ（AT160 FF）- ※日本仕様除く
  - 5代目カローラ（AE82 FF）- ※日本仕様除く

#### 4A-ELU
- 種類：SOHC 8バルブ EFI エンジン横置き 触媒
- 排気量：1.587L
- 内径×行程：81.0×77.0(mm)
- 圧縮比：9.0
- 参考出力：100ps/5,600rpm
- 参考トルク：14.0kg・m/4,000rpm
- 搭載車種（車両型式）
  - （初）5代目カローラ/スプリンター 5ドアセダン1600ZX（AE82）
  - 5代目カローラ/スプリンター（AE82）
  - （初）初代カローラFX 1600SR-EFI（AE82）

#### 4A-F

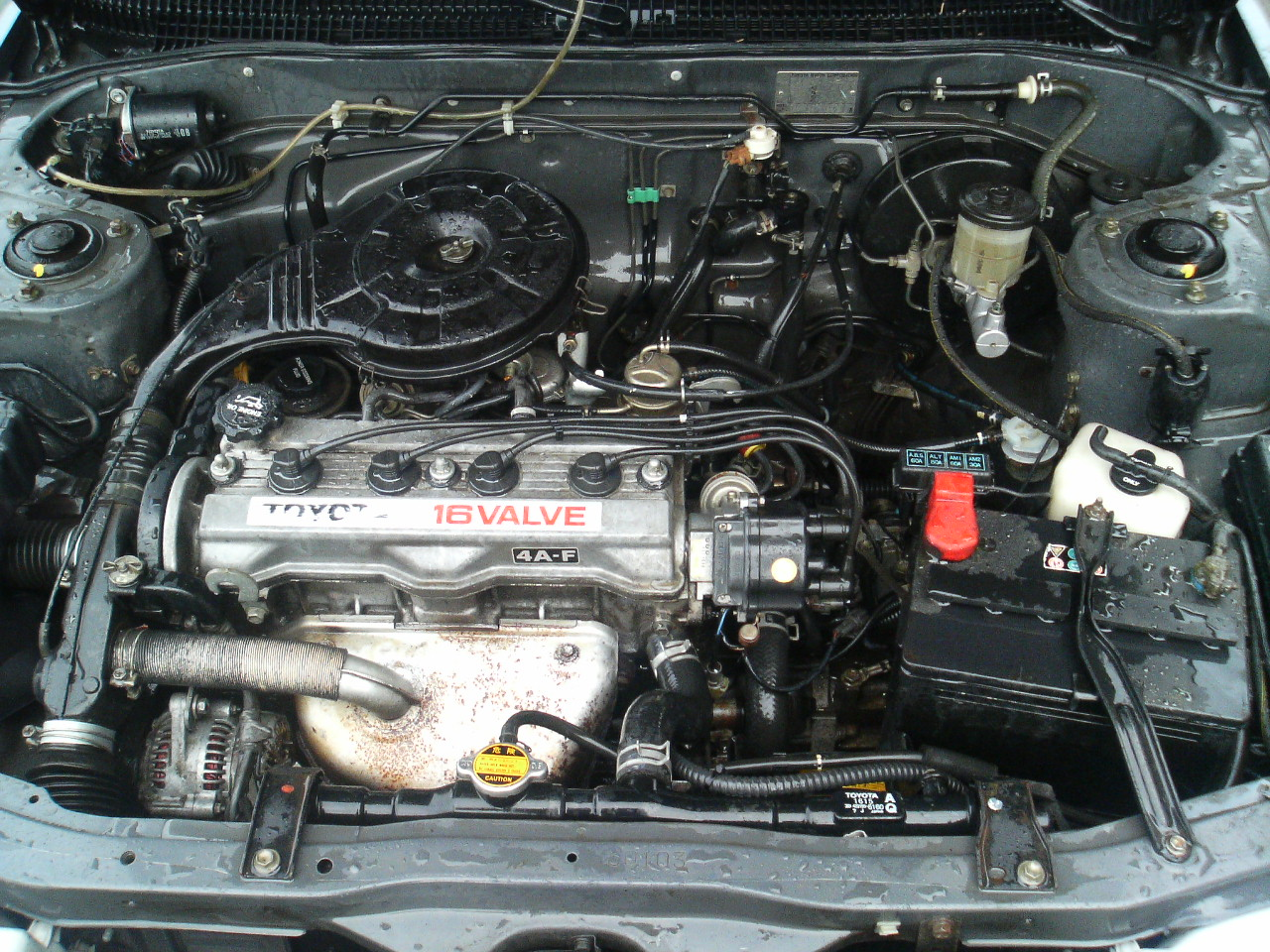
トヨタ・カリーナ(5代目、AT171)用4A-F型エンジン

- 種類：DOHC 16バルブ シングルキャブレター ハイメカツインカム
- 排気量：1.587L
- 内径×行程：81.0×77.0(mm)
- 圧縮比：9.5
- 参考出力：67kW(91ps)/6,000rpm
- 参考トルク：132N・m(13.5kg・m)/3,600rpm
- 搭載車種（車両型式）
  - （初）6代目カローラ/スプリンター 4WD（AE95）

#### 4A-FE

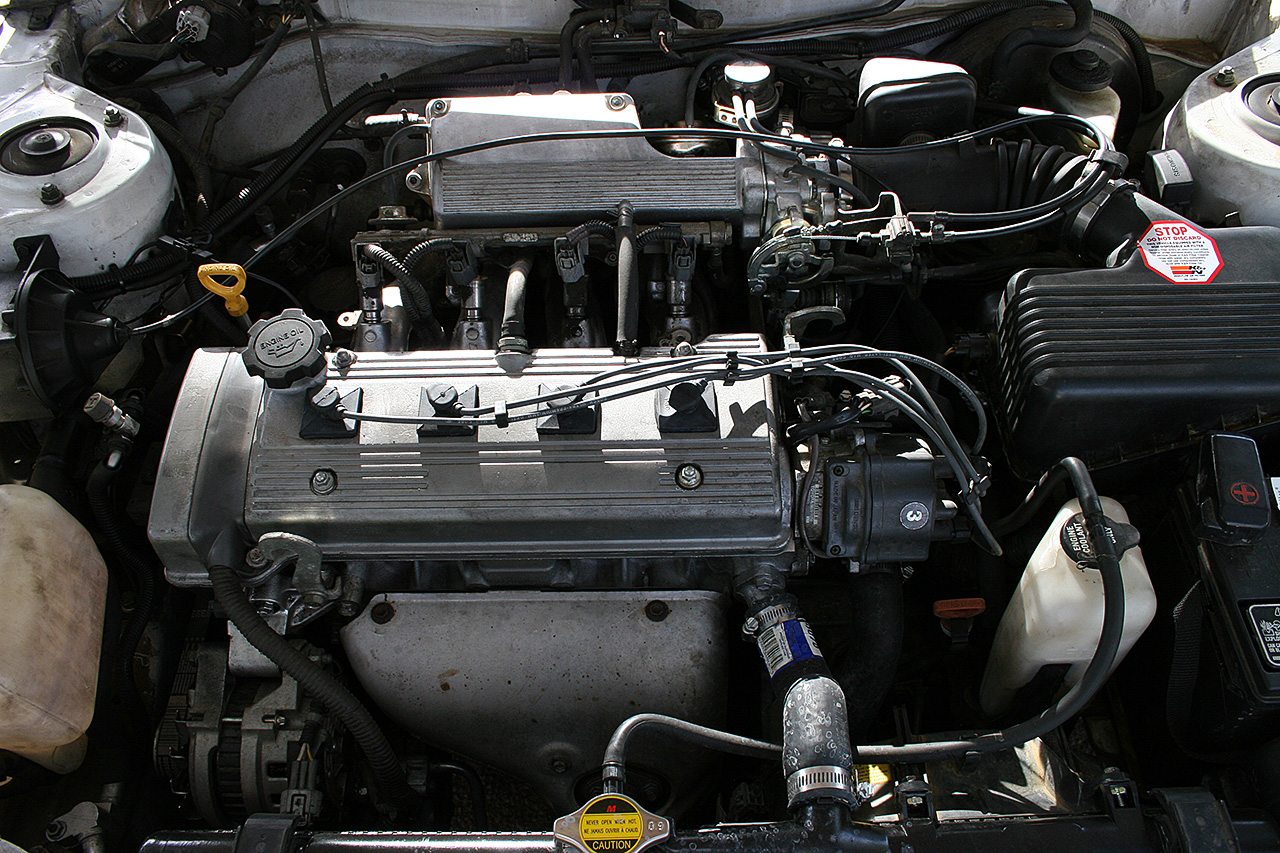
2代目ジオ・プリズム(AE111)用4A-FE型エンジン

- 種類：DOHC 16バルブ EFI ハイメカツインカム
- 排気量：1.587L
- 内径×行程：81.0×77.0(mm)
- 圧縮比：9.5
- 参考出力・トルク（1）：74kW(100ps)/5,600rpm 137N・m(14.0kg・m)/4,400rpm
- 参考出力・トルク（2）：85kW(115ps)/6,000rpm 147N・m(15.0kg・m)/4,800rpm
- 参考出力・トルク（3）：81kW(110ps)/5,800rpm 149N・m(15.2kg・m)/4,600rpm
- 搭載車種（車両型式）
  - カローラ/スプリンター系
    - （初）2代目スプリンターカリブ（AE95G）
    - 3代目スプリンターカリブ（AE111G・AE114G）
    - 6代目・7代目・8代目カローラ/スプリンター（AE95・AE101・AE104・AE111・AE114）
    - 6代目・7代目カローラレビン/スプリンタートレノ（AE101・AE111）
    - 3代目カローラFX1600SJ（AE101）
    - （初）カローラセレス（AE101）
    - （初）スプリンターマリノ（AE101）
    - 初代カローラスパシオ（AE111）
    - ジオ・プリズム(初代:AE90系相当 及び 2代目:AE100系相当)

  - コロナ/カリーナ系
    - 10代目コロナ（AT190）
    - 2代目コロナSF（AT190）
    - 5代目カリーナSG・SGエクストラ4WD（AT175）
    - 5代目・6代目カリーナSリミテッド（AT171/AT190）
    - 11代目コロナプレミオ（AT210 リーンバーン）

#### 4A-FHE
- 種類：DOHC 16バルブ EFI-S ハイメカツインカム
- 排気量：1.587L
- 内径×行程：81.0×77.0(mm)
- 圧縮比：9.5
- 参考出力：81kW(110ps)/6,000rpm
- 参考トルク：142N・m(14.5kg・m)/4,800rpm
- 搭載車種（車両型式）
  - 5代目カリーナSリミテッド（AT171）
  - スプリンターカリブ(AE95G、1990-1995)

#### 4A-GEU(4バルブ)
- 種類：DOHC 16バルブ EFI 触媒
- 排気量：1.587L
- 内径×行程：81.0×77.0(mm)
- 圧縮比：10.3
- 参考出力：103kW(140ps)/7,200rpm
- 参考トルク：147N・m(15.0kg・m)/6,000rpm
- 搭載車種（車両型式）
  - （初）4代目カローラレビン/スプリンタートレノ（AE86 FR）
  - 7代目コロナ1600GT/GT-R（AT141）
  - 3代目カリーナ1600GT/GT-R（AA63）

#### 4A-GELU(4バルブ)
- 種類：DOHC 16バルブ EFI エンジン横置き 触媒
- 排気量：1.587L
- 内径×行程：81.0×77.0(mm)
- 圧縮比：10.3
- 参考出力：103kW(140ps)/7,200rpm

- 参考トルク：147N・m(15.0kg・m)/6,000rpm

- 搭載車種（車両型式）
- （初）初代MR2（AW11）
- 初代・2代目カローラFX（AE82・AE92）

- 5代目カローラ/スプリンター1600GT（AE82）
- 6代目カローラ/スプリンター1600GT（AE92）
- 5代目カローラレビン/スプリンタートレノ（AE92）
- （初）スプリンターシエロ1600GT（AE92）
- 5代目カリーナGリミテッド（AT171)　　　　　　　　　4A-GEC（カルフォルニア輸出仕様)
- 種類：DOHC 16バルブ EFI 触媒
  - 排気量：1.587L
  - 内径×行程：81.0×77.0(mm)
  - 圧縮比：10.3
  - 参考出力：103kW(140ps)/7,200rpm
  - 参考トルク：147N・m(15.0kg・m)/6,000rpm
  - 搭載車種（車両型式）
  - （初）4代目カローラレビン/スプリンタートレノ輸出仕様（AE86L/88）
  - 初代MR2輸出仕様（AW11）(横置きであり4A-GELCとなる)
  - 4AGEUとの違い  変更点はオイルクーラーの追加とカルフォルニアの規制に対応させるための燃料噴射方式の変更のみ

#### 4A-GE(5バルブ)

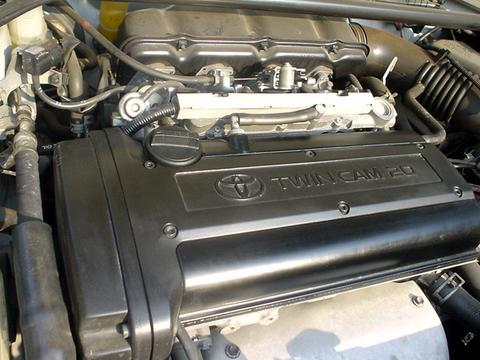
7代目カリーナ（AT210）用4A-GE型エンジン

- 種類：DOHC 20バルブ EFI VVT
- 排気量：1.587L
- 内径×行程：81.0×77.0(mm)
- 圧縮比：11.0
- 参考出力：121kW(165ps)/7,800rpm
- 参考トルク：162N・m(16.5kg・m)/5,600rpm
- 搭載車種（車両型式）
  - 7代目カローラ/スプリンター1600GT（AE101）
  - （初）カローラセレス（AE101）
  - （初）スプリンターマリノ（AE101）
  - 3代目カローラFX 1600GT（AE101）
  - 6代目カローラレビン/スプリンタートレノ（AE101）
  - 7代目カローラレビン/スプリンタートレノ（AE111）
  - 7代目カリーナ1600GT（AT210）
  - 8代目カローラ/スプリンター1600GT（AE111）

#### 4A-GZELU (4A-GZE)
- 種類：DOHC スーパーチャージャー 16バルブ EFI エンジン横置き 触媒
- 排気量：1.587L
- 内径×行程：81.0×77.0(mm)
- 圧縮比：8.9
- 参考出力：125kW(170ps)/6,400rpm
- 参考トルク：206N・m(21.0kg・m)/4,400rpm
- 搭載車種（車両型式）
  - （初）初代MR2（AW11）
  - 5代目カローラレビン/スプリンタートレノ1600GT-Z（AE92）
  - 6代目カローラレビン/スプリンタートレノ1600GT-Z（AE101）

### 5A系
1A、3Aと同じ1.5 Lクラスであるが、ボアの拡大で排気量がわずかに増えている。

#### 5A-F
- 種類：DOHC 16バルブ シングルキャブレター ハイメカツインカム
- 排気量：1.498 L
- 内径×行程：78.7×77.0 (mm)
- 圧縮比：9.6
- 参考出力：63 kW (85 ps)/6,000 rpm
- 参考トルク：123 N・m (12.5 kg・m)/3,600 rpm
- 搭載車種（車両型式）
  - （初）6代目カローラ/スプリンター（AE91前期）
  - （初）スプリンターシエロ（AE91前期）
  - 2代目カローラFX（AE91前期）
  - 　5代目カローラレビン/スプリンタートレノ（AE91前期）
  - 9代目コロナ（AT170前期）
  - 初代コロナSF（AT170前期）
  - 　5代目カリーナ（AT170前期）

#### 5A-FE

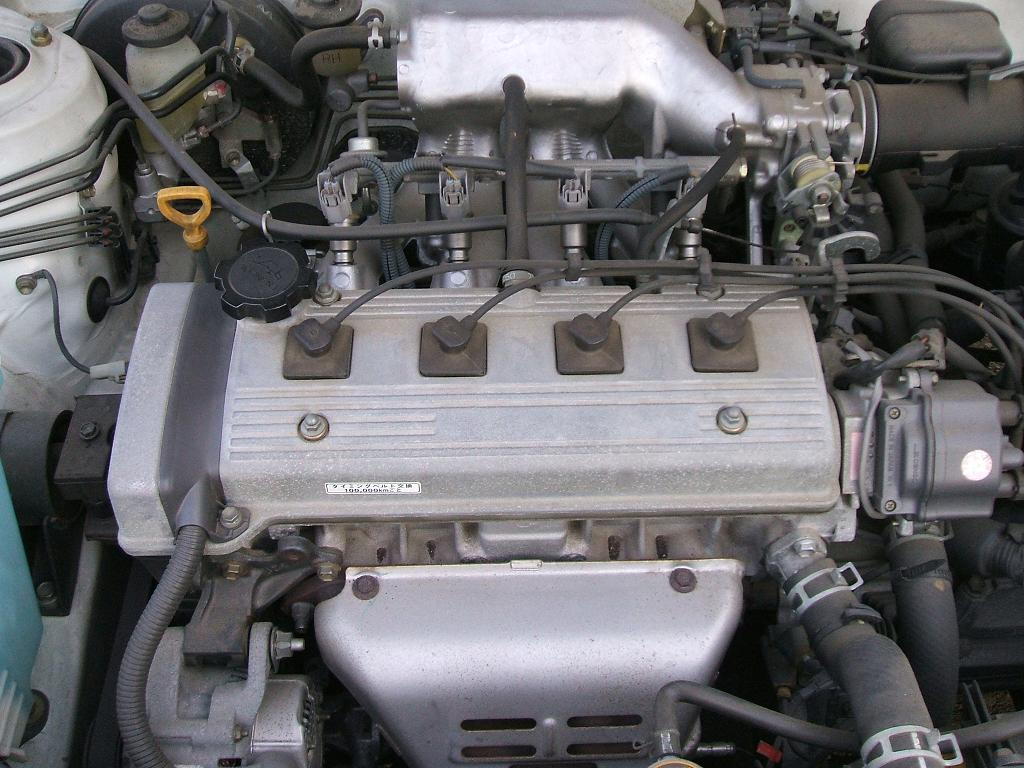
8代目カローラセダン（AE110）用5A-FE型エンジン

- 種類：DOHC 16バルブ EFI ハイメカツインカム
- 排気量：1.498 L
- 内径×行程：78.7×77.0 (mm)
- 圧縮比：9.8
- 参考出力・トルク（1）：69 kW (94 ps)/6,000 rpm　128 N・m (13.1 kg・m)/3,200 rpm
- 参考出力・トルク（2）：77 kW (105 ps)/6,000 rpm　135 N・m (13.8 kg・m)/4,800 rpm
- 参考出力・トルク（3）：74 kW (100 ps)/5,600 rpm　137 N・m (14.0 kg・m)/4,400 rpm
- 搭載車種（車両型式）
  - （初）5代目・6代目・7代目カローラレビン/スプリンタートレノ（AE91前期後期・AE100）
  - （初）2代目カローラFX（AE91）
  - （初）スプリンターシエロ（AE91前期後期）
  - 6代目・7代目・8代目カローラ/スプリンター（AE91前期後期・AE100・AE110）
  - （初）カローラセレス（AE100）
  - （初）スプリンターマリノ（AE100）
  - 8代目カローラ/スプリンター（AE110前期後期）
  - 9代目コロナ（AT170後期）
  - 初代コロナSF（AT170後期）
  - 5代目後期・6代目・7代目カリーナ（AT170後期・AT192・AT212）
  - ソルーナ（AL50）※東南アジア専売車種
  - 天津一汽丰田公司（中国）2003年威驰（VIOS）
  - 天津一汽2004年款威乐（PLATZ）NCP12

#### 5A-FHE
- 種類：DOHC 16バルブ EFI-S ハイメカツインカム
- 排気量：1.498 L
- 内径×行程：78.7×77.0 (mm)
- 圧縮比：9.6
- 参考出力：77kW (105 ps)/6,000 rpm
- 参考トルク：132 N・m (13.5 kg・m)/4,800 rpm
- 搭載車種（車両型式）
  - 6代目カローラ　SEリミテッドG /スプリンター SEサルーンG（AE91・後期型のみ）
  - 5代目カローラレビン/スプリンタートレノ ZS（AE91・後期型）
  - スプリンターシエロ　Xs（AE91・後期）
  - 2代目カローラFX ZS・VS（AE91・後期型）

### 6A系

#### 6A-F
海外向け
- 種類：DOHC 16バルブ
- 排気量：1.397L
- 内径×行程：76.0×77.0(mm)
- 参考出力：61kW(83ps)
- 参考トルク：117N・m(11.9kg・m)

### 7A系

#### 7A-FE

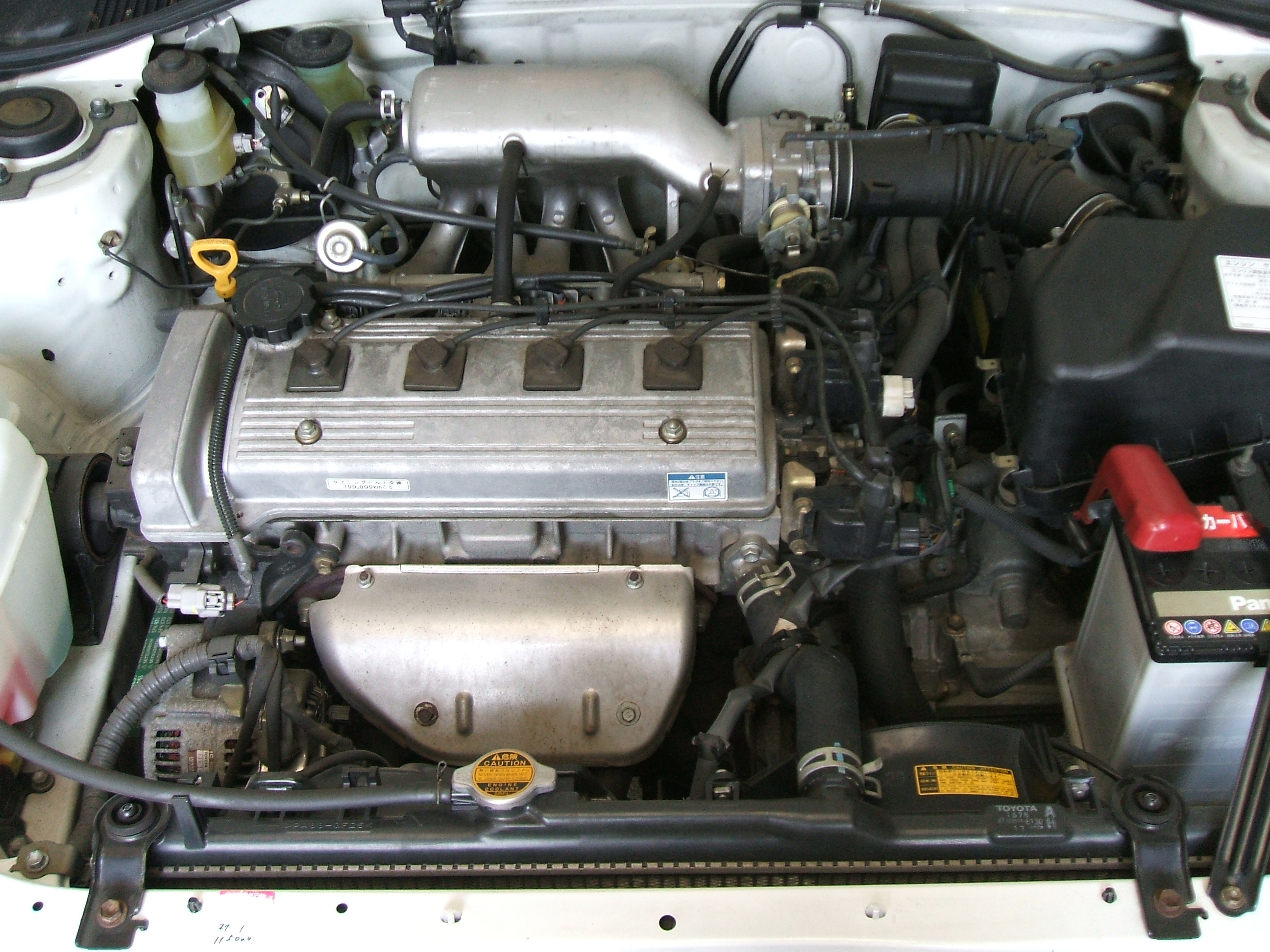
7A-FE

- 種類：DOHC 16バルブ EFI ハイメカツインカム
- 排気量：1.762L
- 内径×行程：81.0×85.5(mm)
- 圧縮比：9.5
- 参考出力：85kW(115ps)/5,400rpm
- 参考トルク：155N・m(15.8kg・m)/2,800rpm
- 搭載車種（車両型式）
  - （初）6代目カリーナ（AT191）
  - 3代目スプリンターカリブ（AE115G）
  - 11代目コロナプレミオ（AT211）
  - 7代目カリーナ（AT211）
  - 初代カローラスパシオ4WD車（AE115）
  - 初代カルディナ　MC後　(AT191G) 　リーンバーン仕様
  - 2代目カルディナ（AT211G）
  - シボレー・プリズム

### 8A系

#### 8A-FE
海外向け
- 種類：DOHC 16バルブ EFI ハイメカツインカム
- 排気量：1.342L
- 内径×行程：78.7×69.0(mm)
- 圧縮比：9.3
- 参考出力：64kW(87ps)/6,000rpm
- 参考トルク：110N・m(11.2kg・m)/3,200rpm
- 搭載車種（車両型式）
  - （初）夏利・ヴィータN3
  - 天津一汽・威乐(Vela)
  - 天津一汽・威姿(Vizi)